# Copa de Oro de San Sebastián – Donostiako Urrezko Kopa
La Copa de Oro de San Sebastián – Donostiako Urrezko Kopa es el gran premio más importante del verano y uno de los más importantes del turf español. Desde la edición de 1976, la carrera se disputa anualmente el día 15 de agosto en el Hipódromo Municipal de San Sebastián de San Sebastián. La carrera está destinada a caballos y yeguas de tres años en adelante sobre una distancia de 2.400 metros.

## Historia
La Copa de Oro surgió en 1969 como una continuación del Gran Premio del Cincuentenario, un premio especial creado por el 50 aniversario del Hipódromo, allá por 1966. Durante los primeros años, no tuvo una fecha fija como la tiene en la actualida, y no fue hasta la edición del año 1976 que se viene disputando el 15 de agosto. Desde el 2006, la Copa de Oro forma parte de Le Defí du Galop.
Hay cuatro caballos que han ganado en dos ocasiones la Copa de Oro. Chacal, propiedad de la Cuadra Rosales en 1974 y 1975, Bannaby en 2008 y 2010, propiedad de la Cuadra Miranda, Persian Ruler, que ganó en 1999 siendo propiedad del Marqués de Miraflores y en 2001, de Hipódromos Y Caballos, y Il Decamerone, propiedad de la Cuadra Reza Pazooki en 2022 y 2023. Chacal y Il Decamerone son los úicos que han repetido victoria en ediciones consecutivas.
En cuanto a propietarios la palma corresponde a la Cuadra Rosales con cinco triunfos (1972, 1974, 1975, 1979 y 1980), seguida de la Cuadra Mendoza con tres (1977, 1978 y 1984). Con dos victorias se encuentran las cuadras del Conde de Villapadierna (1970 y 1976), Duque de Alburquerque (1988 y 2013), Madrileña (1995 y 1998), Madroños (2004 y 2005), Miranda (2008 y 2010) y Reza Pazooki (2022 y 2023).
Por lo que afecta a los jockeys, diez figuran en el palmarés con más de una carrera ganada:
- 5 veces: R. Martín 1971, 1973, 1976, 1977 y 1978 (Homenajeado el 13 de agosto de 1982 coincidiendo con su retirada como jockey)
- 4 veces: C. Carudel 1970, 1974, 1975 y 1979
- 3 veces: J. Horcajada 2001, 2004 y 2005, JB Eyquem 2000, 2007 y 2009, J. Grosjean 2008, 2010 y 2020 R. Sousa 2016, 2022 y 2023
- 2 veces: S. Calle 1996 y 1997, R. Martín Vidania 1986 y 1988, J. Reid 1985 y 1990, G. Chirugien 1991 y 1993, P. Sogorb 1998 y 2011 y J.L. Martínez 1995 y 2019 R.C.Montenegro 2014 y 2018, V. Janáček 2013 y 2021

## Palmarés[2]
| Copa de Oro de San Sebastián – Donostiako Urrezko Kopa |                         |                           |                            |                                             |       |
| 2025                                                   | PHILIPPO (SPA)          | Nuno Manuel Lopes         | Tiago Martins              | Cuadra Finca Cas Sant                       | 2400m |
| 2024                                                   | MEDIA STORM (GB)        | Valentine Seguy           | Joao Pedro Silva Pereira   | Cuadra Best Horse                           | 2400m |
| 2023                                                   | IL DECAMERONE (FR)      | Ricardo Sousa             | Óscar Anaya                | Cuadra Reza Pazooki                         | 2400m |
| 2022                                                   | IL DECAMERONE (FR)      | Ricardo Sousa             | Óscar Anaya                | Cuadra Reza Pazooki                         | 2400m |
| 2021                                                   | THE WAY OF BONNIE (IRE) | Václav Janáček            | Guillermo Arizkorreta      | Yeguada Rocío                               | 2400m |
| 2020                                                   | ATEEM (FR)              | Julien Grosjean           | Patrick & François Monfort | Ecurie Brillantissime                       | 2400m |
| 2019                                                   | AMAZING RED (IRE)       | José Luis Martínez        | Edward A.L. Dunlop         | Cuadra The Hon R. J. Arculli                | 2400m |
| 2018                                                   | CNICHT (FR)             | Roberto Carlos Montenegro | David Henderson            | Cuadra Nicholas Hughes                      | 2400m |
| 2017                                                   | SANT’ALBERTO (ITY)      | José Luis Borrego         | Diogo Teixeira             | Cuadra Silver                               | 2400m |
| 2016                                                   | FLANDERS FLAME (GB)     | Ricardo Sousa             | Helder Pereira             | Cuadra Nossa Senhora do Vale                | 2400m |
| 2015                                                   | SCALAMBRA (GB)          | François-Xavier Bertras   | François Rohaut            | Cuadra Maurice Lagasse                      | 2400m |
| 2014                                                   | NARROW HILL (GER)       | Roberto Carlos Montenegro | Philippe Sogorb            | Cuadra Simon Springer                       | 2400m |
| 2013                                                   | ABDEL (FR)              | Václav Janáček            | Ioannes Osorio             | Cuadra Duque de Alburquerque                | 2400m |
| 2012                                                   | PAZIFIKSTURM (GER)      | Jean-Baptiste Hamel       | Ana Imaz Ceca              | Cuadra Martul                               | 2400m |
| 2011                                                   | JO ALL THE WAY (GB)     | Philippe Sogorb           | Elie Lellouche             | Cuadra Gérard Augustin-Normand              | 2400m |
| 2010                                                   | BANNABY (FR)            | Julien Grosjean           | Mauricio Delcher Sánchez   | Cuadra Miranda                              | 2400m |
| 2009                                                   | YOUNG TIGER (FR)        | Jean-Bernard Eyquem       | François Rohaut            | Cuadra Javier Gispert                       | 2400m |
| 2008                                                   | BANNABY (FR)            | Julien Grosjean           | Mauricio Delcher Sánchez   | Cuadra Miranda                              | 2400m |
| 2007                                                   | LE CARNAVAL (FR)        | Jean-Bernard Eyquem       | Erick Sotteau              | Cuadra Eric Bergougnoux                     | 2400m |
| 2006                                                   | PRO KEN (FR)            | Cyrille Stefan            | Rodolphe Collet            | Cuadra Fátima Grine                         | 2400m |
| 2005                                                   | FOL PARADE (ARG)        | Jorge Horcajada           | Mauricio Delcher Sánchez   | Cuadra Madroños                             | 2400m |
| 2004                                                   | JACIRA (FR)             | Jorge Horcajada           | Mauricio Delcher Sánchez   | Cuadra Madroños                             | 2400m |
| 2003                                                   | LABIRINTO (USA)         | Frédéric Spanu            | Rodolphe Collet            | Cuadra Jean-Pierre Mio                      | 2400m |
| 2002                                                   | DANGEROUSLY GOOD (GB)   | John Fortune              | Joseph H. Brown            | Cuadra N. & J. Racing                       | 2400m |
| 2001                                                   | PERSIAN RULER (GB)      | Jorge Horcajada           | Facundo Bedouret           | Cuadra Hipódromos y Caballos                | 2400m |
| 2000                                                   | JAFAR (SPA)             | Jean-Bernard Eyquem       | Román Martín Sánchez       | Cuadra Ehun                                 | 2400m |
| 1999                                                   | PERSIAN RULER (GB)      | Óscar Ortiz de Urbina     | Dominique Sepulchre        | Cuadra Marqués de Miraflores de San Antonio | 2400m |
| 1998                                                   | KASHWAN (SPA)           | Philippe Sogorb           | Elie Lellouche             | Cuadra Madrileña                            | 2400m |
| 1997                                                   | LEONARD QUERCUS (FR)    | Santiago Calle            | Facundo Bedouret           | Yeguada El Espinar                          | 2400m |
| 1996                                                   | MDUDU (GB)              | Santiago Calle            | Juan Campos                | Cuadra Laia                                 | 2400m |
| 1995                                                   | MADRILEÑO (IRE)         | José Luis Martínez        | Román Martín Sánchez       | Cuadra Madrileña                            | 2400m |
| 1994                                                   | KING COBRA (GB)         | Francisco Rodríguez       | Diego Martínez             | Cuadra Dos Hermanas                         | 2400m |
| 1993                                                   | CALIFE D’OR (FR)        | Gérard Chirurgien         | Iván Fierro                | Cuadra Cascorro                             | 2400m |
| 1992                                                   | PETIT LOUP (USA)        | Gérald Mossé              | Criquette Head             | Cuadra Maktoum al Maktoum                   | 2400m |
| 1991                                                   | ONE TO TWO (FR)         | Gérard Chirurgien         | Ángel Imaz Beloqui         | Yeguada El Ventorrillo                      | 2400m |
| 1990                                                   | AKELARRE (SPA)          | John Reid                 | José Luis de Salas         | Cuadra Lortenia                             | 2400m |
| 1989                                                   | ADELANTON (IRE)         | Patrick Vincent Gilson    | Enrique Bedouret           | Cuadra Alborada                             | 2400m |
| 1988                                                   | GLAUCO (SPA)            | Román Martín Vidania      | Alberto Trujillano         | Cuadra Duque de Alburquerque                | 2400m |
| 1987                                                   | EL CRICRI (SPA)         | Olindo Mongelluzzo        | Mauricio Delcher Poulies   | Cuadra Machín                               | 2400m |
| 1986                                                   | LUNAR (SPA)             | Román Martín Vidania      | Román Martín Sánchez       | Cuadra Los Olivos                           | 2400m |
| 1985                                                   | CHAYOTE (FR)            | John Reid                 | Juan Luis Maroto           | Cuadra José María Escriña                   | 2400m |
| 1984                                                   | LA NOVIA (FR)           | Bartolomé Gelabert        | Miguel Ángel Sarachi       | Cuadra Mendoza                              | 2400m |
| 1983                                                   | DZUDO (POL)             | Yan Georges               | Albert Klimscha            | Cuadra Haakan Johansson                     | 2400m |
| 1982                                                   | INDIAN PRINCE (FR)      | Antonio Fernández         | José Antonio Borrego       | Cuadra Pharis                               | 2400m |
| 1981                                                   | CARNAVAL (SPA)          | Juan Pedro Espinosa       | Manolo García              | Cuadra Hinanes                              | 2400m |
| 1980                                                   | SACARA (SPA)            | Paulino García            | Fulgencio de Diego         | Cuadra Rosales                              | 2400m |
| 1979                                                   | TUCUMAN (SPA)           | Claudio Carudel           | Fulgencio de Diego         | Cuadra Rosales                              | 2400m |
| 1978                                                   | EL SEÑOR (IRE)          | Román Martín Sánchez      | Ángel Penna Jr.            | Cuadra Mendoza                              | 2400m |
| 1977                                                   | FAVALLU (IRE)           | Román Martín Sánchez      | Ángel Penna Jr.            | Cuadra Mendoza                              | 2400m |
| 1976                                                   | RHEFFISSIMO (FR)        | Román Martín Sánchez      | Jesús Méndez               | Cuadra Conde de Villapadierna               | 2400m |
| 1975                                                   | CHACAL (IRE)            | Claudio Carudel           | Fulgencio de Diego         | Cuadra Rosales                              | 2400m |
| 1974                                                   | CHACAL (IRE)            | Claudio Carudel           | Fulgencio de Diego         | Cuadra Rosales                              | 2400m |
| 1973                                                   | BOCCHERINI (FR)         | Román Martín Sánchez      | Emilio Ceca                | Cuadra Pascualete                           | 2400m |
| 1972                                                   | MY MOURNE (GB)          | José Antonio Borrego      | Fulgencio de Diego         | Cuadra Rosales                              | 2400m |
| 1971                                                   | TERBORCH (SPA)          | Román Martín Sánchez      | Francisco Galdeano Torres  | Yeguada Arnús                               | 2400m |
| 1970                                                   | DONAGUA (SPA)           | Claudio Carudel           | Jesús Méndez               | Cuadra Conde de Villapadierna               | 2400m |
| 1969                                                   | PHAIUS (IRE)            | Maurice Bouland           | François Mathet            | Cuadra Arpad Plesch                         | 2400m |